# Bundeswehr-Nationalmannschaft
Die Bundeswehr-Nationalmannschaft ist die Auswahlmannschaft der Bundeswehr.
Sie existiert in verschiedenen Sportarten wie Fußball, Basketball und Handball.
In der Bundeswehr-Nationalmannschaft sind die besten Sportler der deutschen Streitkräfte aufgeboten. Die Einsätze werden durch das Conseil International du Sport Militaire (CISM) koordiniert.
2008 und 2012 gewann die Fußball-Bundeswehr-Nationalmannschaft der Frauen die Goldmedaille bei Fußball-Militärweltmeisterschaft der Frauen.